# Hetaerina flavipennis
Hetaerina flavipennis är en trollsländeart som beskrevs av Rosser W. Garrison 1990. Hetaerina flavipennis ingår i släktet Hetaerina och familjen jungfrusländor. Inga underarter finns listade i Catalogue of Life.